# Dilophus lingens
Dilophus lingens är en tvåvingeart som beskrevs av Friedrich Hermann Loew 1869. Dilophus lingens ingår i släktet Dilophus och familjen hårmyggor. Inga underarter finns listade i Catalogue of Life.